# UFC 123
UFC 123: Rampage vs. Machida foi um evento de MMA realizado pelo Ultimate Fighting Championship em 20 de novembro de 2010 no The Palace of Auburn Hills em Auburn Hills, Michigan, EUA.

## Prévia
Durante o evento José Aldo recebeu o cinturão do UFC e se tornou oficialmente o primeiro Campeão Peso Pena do UFC.

## Bônus da Noite
Lutadores receberam um bônus de U$80,000.
- Luta da Noite:  George Sotiropoulos vs.  Joe Lauzon
- Nocaute da Noite:  B.J. Penn
- Finalização da Noite: Phil Davis